# Konami Soga
Konami Soga (4 september 1995, Tokio) is een Japanse langebaanschaatsster. Bij de Wereldkampioenschappen afstanden van 2019 in Inzell won Soga brons op de 500m. Dit was tevens haar eerste deelname aan een internationaal kampioenschap.

## Records

### Persoonlijke records
| Afstand    | Tijd    | Datum            | Baan           |
| ---------- | ------- | ---------------- | -------------- |
| 500 meter  | 36,99   | 10 maart 2019    | Salt Lake City |
| 1000 meter | 1.18,30 | 16 februari 2019 | Inzell         |
| 1500 meter | 2.14,32 | 13 januari 2018  | Morioka        |
| 3000 meter | 5.15,46 | 14 januari 2018  | Morioka        |

(laatst bijgewerkt: 23 maart 2019)

## Resultaten
| Jaar | WK Afstanden | Wereldbeker |
| ---- | ------------ | ----------- |
| 2018 |              | 24e 500m    |
| 2019 | 500m         | 8e 500m     |
| 2020 |              | 18e 500m    |